# Young Adam
Young Adam és una pel·lícula franco-britànica dirigida per David Mackenzie, estrenada l'any 2003. Ha estat doblada al català

## Argument
La història té lloc als anys 1950 a Glasgow, a Escòcia. Joe Taylor (Ewan McGregor) Treballa amb Les Gault (Peter Mullan) per transportar sacs de carbó. Treballen amb la barcassa "Atlantic Eve" de Les, descobreixen un cadàver a l'aigua.
Joe Taylor comença a apropar-se a la dona de Les, Ella Gault (Tilda Swinton), mentre que cada cop sembla més clar que Joe coneixia el cadàver retirat de l'aigua.

## Repartiment
- Ewan McGregor: Joe Taylor
- Tilda Swinton: Ella Gault
- Peter Mullan: Les Gault
- Emily Mortimer: Cathie Dimly
- Jack McElhone: Jim Gault
- Therese Bradley: Gwen
- Ewan Stewart: Daniel Gordon
- Stuart McQuarrie: Bill
- Pauline Turner: Connie
- Alan Cooke: Bob M'bussi
- Rory McCann: Sam

### Llocs de rodatge
- El film va ser rodat principalment a Escòcia:[3]
  - Clydebank
  - Dumbarton
  - Canal de Forth and Clyde
  - Glasgow
  - Grangemouth
  - Renton
  - el riu Clyde
  - Unió Canal
  - la regió de Perth and Kinross per als exteriors, sobretot a Perth

## Rebuda
- "Ningú que hagi vist el famós film de Jean Vigo «L'Atalante» (1934) pot veure «Young Adam» sense notar la seva ressonància. (...) Puntuació: ★★★½ (sobre 4)."[4]
- "L'esquema narratiu, la seva atmosfera pertorbadora, la seva moderada banda sonora (de David Byrne) i la precisió de les seves actuacions fan la història més interessant del que és."[5]
- "El sexe suós i el nu de Ewan McGregor -fent-ho amb la casada Titlla Swinton- són les principals bases d'aquesta, d'altra banda, tèbia pel·lícula (...) Puntuació: ★★ (sobre 4)"[6]
- A Internet Movie Database, la nota dels espectadors es porta a 6,5 / 10 sobre 6 112 votes.[7]
- A Rotten Tomatoes, la nota dels crítics arribat a una nota mitjana de 6,3 / 10 amb 113 crítics.[8]

## Premis i nominacions
| Awards | Awards                           | Awards                           | Awards          | Awards    |
| Any    | Distinció                        | Categoria                        | per a           | Resultat  |
| ------ | -------------------------------- | -------------------------------- | --------------- | --------- |
| 2003   | BIFA                             | Millor actor                     | Ewan McGregor   | Nominació |
| 2003   | BIFA                             | Millor actriu                    | Tilda Swinton   | Nominació |
| 2003   | BIFA                             | Millor film independent britànic |                 | Nominació |
| 2003   | BIFA                             | Millor director                  | David Mackenzie | Nominació |
| 2003   | Premis del Cinema Europeu        | European Discovery of the Year   | David Mackenzie | Nominació |
| 2004   | BAFTA Scotland                   | Millor actor en un film escocès  | Ewan McGregor   | Premi     |
| 2004   | BAFTA Scotland                   | Millor actriu en un film escocès | Tilda Swinton   | Premi     |
| 2004   | BAFTA Scotland                   | Millor director                  | David Mackenzie | Premi     |
| 2004   | BAFTA Scotland                   | Millor film                      |                 | Premi     |
| 2004   | Directors Guild of Great Britain | David Mackenzie                  |                 | Nominació |
| 2004   | Premi Empire                     | Millor actor britànic            | Ewan McGregor   | Nominació |
| 2004   | Premi Empire                     | Millor actriu britànica          | Emily Mortimer  | Nominació |
| 2004   | Premi Empire                     | Millor film britànic             |                 | Nominació |